# جيف أتينيللا
جيف أتينيللا (بالإنجليزية: Jeff Attinella)‏ (29 سبتمبر 1988 بكليرواتر في الولايات المتحدة - ) هو لاعب كرة قدم أمريكي في مركز حراسة المرمى. لعب مع ريال سالت ليك وTampa Bay Rowdies ‏ وريال موناركس وIMG Academy Bradenton ‏ وFort Lauderdale Strikers (2006–2016) ‏.

## وصلات خارجية
- جيف أتينيللا على موقع الدوري الأمريكي (الإنجليزية)
- جيف أتينيللا على موقع قاعدة بيانات كرة القدم.إي يو (الإنجليزية)
- جيف أتينيللا على موقع AS.com (الإسبانية)